# The Tarns
The Tarns är en sjö i Storbritannien.   Den ligger i riksdelen England, i den centrala delen av landet, 400 km nordväst om huvudstaden London. The Tarns ligger 240 meter över havet. Arean är 0,15 kvadratkilometer.I omgivningarna runt The Tarns växer i huvudsak blandskog.